# Stazione meteorologica di Fonni
La stazione meteorologica di Fonni (in sardo: Istazione meteoròlogica de Fonne) è la stazione meteorologica di riferimento per il servizio meteorologico dell'Aeronautica Militare e per l'Organizzazione Mondiale della Meteorologia, relativa alla località di Fonni nell'entroterra montano nuorese. La stazione è attualmente dismessa.

## Coordinate geografiche
La stazione meteorologica si trovava nell'Italia insulare, in Sardegna, in provincia di Nuoro, nel comune di Fonni, a 1.029 metri s.l.m. e alle coordinate geografiche 40°06′59.55″N 9°14′58.76″E.

## Medie climatiche ufficiali

### Dati climatologici 1971-2000
In base alle medie climatiche relative al trentennio 1971-2000, la temperatura media del mese più freddo, febbraio, si attesta a +4,5 °C mentre la temperatura media del mese più caldo, agosto, è di +21,1 °C; mediamente si contano 33 giorni di gelo e 10 giorni con temperature massime uguali o superiori ai 30 °C. Nel medesimo trentennio, la temperatura minima assoluta ha toccato i -10,0 °C nel gennaio 1981 mentre la massima assoluta ha raggiunto i +36,4 °C nel luglio 1993.
Le precipitazioni medie annue si attestano a 750,7 mm, mediamente distribuite in 88 giorni di pioggia, con minimo in estate e picco massimo in inverno.
L'umidità relativa media annua fa registrare il valore di 77,4 % con minimo di 64 % a luglio e massimo di 85 % a dicembre; mediamente si contano 38 giorni con episodi di nebbia all'anno.
Di seguito è riportata la tabella con le medie climatiche e i valori massimi e minimi assoluti registrati nel trentennio 1971-2000 e pubblicati nell'Atlante Climatico d'Italia del Servizio Meteorologico dell'Aeronautica Militare relativo al medesimo trentennio.
| Fonni (1971-2000)               | Mesi         | Mesi        | Mesi        | Mesi        | Mesi        | Mesi        | Mesi        | Mesi        | Mesi        | Mesi        | Mesi        | Mesi        | Stagioni | Stagioni | Stagioni | Stagioni | Anno  |
| Fonni (1971-2000)               | Gen          | Feb         | Mar         | Apr         | Mag         | Giu         | Lug         | Ago         | Set         | Ott         | Nov         | Dic         | Inv      | Pri      | Est      | Aut      | Anno  |
| ------------------------------- | ------------ | ----------- | ----------- | ----------- | ----------- | ----------- | ----------- | ----------- | ----------- | ----------- | ----------- | ----------- | -------- | -------- | -------- | -------- | ----- |
| T. max. media (°C)              | 7,2          | 7,3         | 9,5         | 11,5        | 16,7        | 21,5        | 25,8        | 25,7        | 21,5        | 16,4        | 11,2        | 8,5         | 7,7      | 12,6     | 24,3     | 16,4     | 15,2  |
| T. min. media (°C)              | 1,9          | 1,6         | 3,0         | 4,5         | 8,8         | 12,7        | 16,3        | 16,5        | 13,4        | 9,8         | 5,8         | 3,3         | 2,3      | 5,4      | 15,2     | 9,7      | 8,1   |
| T. max. assoluta (°C)           | 20,6 (1997)  | 20,4 (1978) | 23,2 (1996) | 25,0 (1973) | 29,8 (1994) | 35,0 (1998) | 36,4 (1993) | 36,0 (1994) | 35,0 (1993) | 29,0 (1987) | 22,6 (1985) | 19,2 (1985) | 20,6     | 29,8     | 36,4     | 35,0     | 36,4  |
| T. min. assoluta (°C)           | −10,0 (1981) | −9,0 (1986) | −6,1 (1987) | −3,2 (1986) | 0,0 (1991)  | 3,6 (1975)  | 7,0 (1978)  | 7,2 (1972)  | 4,6 (1972)  | −1,4 (1974) | −4,0 (1973) | −7,8 (1973) | −10,0    | −6,1     | 3,6      | −4,0     | −10,0 |
| Giorni di calura (Tmax ≥ 30 °C) | 0            | 0           | 0           | 0           | 0           | 0           | 5           | 5           | 0           | 0           | 0           | 0           | 0        | 0        | 10       | 0        | 10    |
| Giorni di gelo (Tmin ≤ 0 °C)    | 8            | 9           | 6           | 3           | 0           | 0           | 0           | 0           | 0           | 0           | 2           | 5           | 22       | 9        | 0        | 2        | 33    |
| Precipitazioni (mm)             | 85,5         | 78,1        | 72,2        | 85,3        | 60,4        | 31,6        | 12,4        | 15,5        | 50,5        | 73,5        | 94,8        | 90,9        | 254,5    | 217,9    | 59,5     | 218,8    | 750,7 |
| Giorni di pioggia               | 9            | 10          | 9           | 11          | 7           | 4           | 2           | 2           | 6           | 9           | 11          | 8           | 27       | 27       | 8        | 26       | 88    |
| Giorni di nebbia                | 5            | 7           | 5           | 5           | 2           | 1           | 0           | 0           | 1           | 3           | 5           | 4           | 16       | 12       | 1        | 9        | 38    |
| Umidità relativa media (%)      | 84           | 83          | 79          | 79          | 78          | 73          | 64          | 67          | 73          | 80          | 84          | 85          | 84       | 78,7     | 68       | 79       | 77,4  |

### Dati climatologici 1961-1990
In base alla media trentennale di riferimento (1961-1990) per l'Organizzazione Mondiale della Meteorologia, la temperatura media dei mesi più freddi, gennaio e febbraio, si attesta a +4,1 °C; quella del mese più caldo, luglio, è di +21,1 °C. Nel medesimo trentennio, la temperatura minima assoluta ha toccato i -10,0 °C nel gennaio 1981 mentre la massima assoluta ha raggiunto i +36,0 °C nel luglio 1982 e nel luglio 1983.
La nuvolosità media annua si attesta a 4,2 okta, con minimo di 1,9 okta a luglio e massimo di 5,7 okta a febbraio.
Le precipitazioni medie annue si aggirano sugli 800 mm, con minimo in estate e picco tra autunno e inverno.
L'umidità relativa media annua si attesta ad 80 % con minimo di 64 % in luglio e massimi di 88 % a novembre e a febbraio.   .
| Fonni (1961-1990)           | Mesi         | Mesi        | Mesi        | Mesi        | Mesi        | Mesi        | Mesi        | Mesi        | Mesi        | Mesi        | Mesi        | Mesi        | Stagioni | Stagioni | Stagioni | Stagioni | Anno  |
| Fonni (1961-1990)           | Gen          | Feb         | Mar         | Apr         | Mag         | Giu         | Lug         | Ago         | Set         | Ott         | Nov         | Dic         | Inv      | Pri      | Est      | Aut      | Anno  |
| --------------------------- | ------------ | ----------- | ----------- | ----------- | ----------- | ----------- | ----------- | ----------- | ----------- | ----------- | ----------- | ----------- | -------- | -------- | -------- | -------- | ----- |
| T. max. media (°C)          | 6,6          | 6,9         | 8,9         | 11,5        | 16,3        | 21,2        | 25,8        | 25,5        | 21,7        | 16,4        | 10,9        | 8,1         | 7,2      | 12,2     | 24,2     | 16,3     | 15,0  |
| T. min. media (°C)          | 1,5          | 1,2         | 2,5         | 4,6         | 8,5         | 12,6        | 16,4        | 16,3        | 13,7        | 9,7         | 5,4         | 2,8         | 1,8      | 5,2      | 15,1     | 9,6      | 7,9   |
| T. max. assoluta (°C)       | 17,8 (1962)  | 20,4 (1978) | 21,0 (1981) | 25,0 (1973) | 29,8 (1988) | 34,0 (1982) | 36,0 (1982) | 35,6 (1980) | 30,6 (1975) | 29,0 (1987) | 22,6 (1985) | 19,2 (1985) | 20,4     | 29,8     | 36,0     | 30,6     | 36,0  |
| T. min. assoluta (°C)       | −10,0 (1981) | −9,0 (1986) | −6,1 (1987) | −3,2 (1986) | 0,0 (1987)  | 3,6 (1975)  | 7,0 (1978)  | 7,2 (1972)  | 4,6 (1972)  | −1,4 (1974) | −4,0 (1973) | −7,8 (1973) | −10,0    | −6,1     | 3,6      | −4,0     | −10,0 |
| Nuvolosità (okta al giorno) | 5,2          | 5,7         | 5,2         | 5,1         | 4,4         | 3,5         | 1,9         | 2,5         | 3,5         | 4,0         | 4,5         | 5,1         | 5,3      | 4,9      | 2,6      | 4,0      | 4,2   |
| Precipitazioni (mm)         | 101,6        | 93,2        | 76,9        | 81,1        | 60,7        | 31,4        | 13,2        | 15,6        | 48,8        | 81,1        | 97,0        | 100,1       | 294,9    | 218,7    | 60,2     | 226,9    | 800,7 |
| Giorni di pioggia           | 10           | 10          | 9           | 11          | 7           | 4           | 2           | 2           | 5           | 9           | 10          | 10          | 30       | 27       | 8        | 24       | 89    |
| Umidità relativa media (%)  | 86           | 88          | 83          | 81          | 81          | 77          | 64          | 69          | 75          | 82          | 88          | 86          | 86,7     | 81,7     | 70       | 81,7     | 80    |

### Dati climatologici 1951-1980
Nel trentennio 1951-1980, in base ai dati effettivamente elaborati dal 1954 al 1980, la temperatura media del mese più freddo, gennaio, è di circa a +4,1 °C; quella del mese più caldo, agosto, è di +20,6 °C.
Nel medesimo trentennio, la temperatura minima assoluta ha toccato i -9,4 °C nel febbraio 1956, mentre la massima assoluta ha fatto registrare i +36,0 °C nell'agosto 1952.
| Fonni (1951-1980)     | Mesi        | Mesi        | Mesi        | Mesi        | Mesi        | Mesi        | Mesi        | Mesi        | Mesi        | Mesi        | Mesi        | Mesi        | Stagioni | Stagioni | Stagioni | Stagioni | Anno |
| Fonni (1951-1980)     | Gen         | Feb         | Mar         | Apr         | Mag         | Giu         | Lug         | Ago         | Set         | Ott         | Nov         | Dic         | Inv      | Pri      | Est      | Aut      | Anno |
| --------------------- | ----------- | ----------- | ----------- | ----------- | ----------- | ----------- | ----------- | ----------- | ----------- | ----------- | ----------- | ----------- | -------- | -------- | -------- | -------- | ---- |
| T. max. media (°C)    | 6,7         | 7,0         | 9,4         | 11,4        | 16,4        | 21,2        | 25,1        | 25,3        | 21,4        | 15,5        | 10,6        | 7,9         | 7,2      | 12,4     | 23,9     | 15,8     | 14,8 |
| T. min. media (°C)    | 1,4         | 1,2         | 2,9         | 4,3         | 8,2         | 12,5        | 15,4        | 15,9        | 13,0        | 8,5         | 4,9         | 2,5         | 1,7      | 5,1      | 14,6     | 8,8      | 7,6  |
| T. max. assoluta (°C) | 18,2 (1956) | 20,4 (1978) | 24,2 (1955) | 23,2 (1977) | 31,0 (1956) | 31,6 (1954) | 33,8 (1975) | 36,0 (1952) | 33,5 (1956) | 28,6 (1960) | 23,4 (1955) | 20,3 (1952) | 20,4     | 31,0     | 36,0     | 33,5     | 36,0 |
| T. min. assoluta (°C) | −8,0 (1963) | −9,4 (1956) | −7,2 (1956) | −3,0 (1979) | 0,0 (1960)  | 3,6 (1975)  | 7,0 (1978)  | 7,2 (1972)  | 4,6 (1972)  | −1,4 (1974) | −4,0 (1973) | −7,8 (1973) | −9,4     | −7,2     | 3,6      | −4,0     | −9,4 |

## Valori estremi

### Temperature estreme mensili dal 1946 al 2006
Nella tabella sottostante sono riportati i valori delle temperature estreme mensili dal 1946 al 2006, con il relativo anno in cui sono state registrate. Nel periodo esaminato, la temperatura minima assoluta ha toccato i -10,0 °C nel gennaio 1981, mentre la massima assoluta di +36,4 °C risale al luglio 1993.
| Fonni (1946-2006)     | Mesi         | Mesi        | Mesi        | Mesi        | Mesi        | Mesi        | Mesi        | Mesi        | Mesi        | Mesi        | Mesi        | Mesi        | Stagioni | Stagioni | Stagioni | Stagioni | Anno  |
| Fonni (1946-2006)     | Gen          | Feb         | Mar         | Apr         | Mag         | Giu         | Lug         | Ago         | Set         | Ott         | Nov         | Dic         | Inv      | Pri      | Est      | Aut      | Anno  |
| --------------------- | ------------ | ----------- | ----------- | ----------- | ----------- | ----------- | ----------- | ----------- | ----------- | ----------- | ----------- | ----------- | -------- | -------- | -------- | -------- | ----- |
| T. max. assoluta (°C) | 20,6 (1997)  | 20,4 (1978) | 24,2 (1955) | 24,3 (1947) | 31,0 (1956) | 35,0 (1998) | 36,4 (1993) | 36,0 (1952) | 35,0 (1993) | 29,0 (1987) | 23,4 (1955) | 20,3 (1952) | 20,6     | 31,0     | 36,4     | 35,0     | 36,4  |
| T. min. assoluta (°C) | −10,0 (1981) | −9,4 (1956) | −7,2 (1987) | −3,2 (1986) | 0,0 (1960)  | 3,6 (1975)  | 7,0 (1948)  | 7,2 (1972)  | 4,6 (1972)  | −1,4 (1974) | −4,0 (1973) | −7,8 (1973) | −10,0    | −7,2     | 3,6      | −4,0     | −10,0 |